# Lavirkove, Talalaiivka
Lavirkove (în ucraineană Лавіркове) este un sat în comuna Harkove din raionul Talalaiivka, regiunea Cernihiv, Ucraina.

## Demografie
Componența lingvistică a localității Lavirkove
     Ucraineană (98,51%)
     Rusă (1,49%)
Conform recensământului din 2001, majoritatea populației localității Lavirkove era vorbitoare de ucraineană (98,51%), existând în minoritate și vorbitori de rusă (1,49%).